# Arey
Pour les articles homonymes, voir Arey (homonymie).
Arey, Érige ou Arige, est un saint de l'Église catholique romaine. Il a été évêque de Gap de 586 à 614. Il est fêté le 1er mai.

## Biographie
Aridius, ou Aregius, ou encore Érige, naquit à Chalon-sur-Saône, au milieu du VIe siècle, dans une noble famille gallo-romaine. Il fut ordonné prêtre par Syagrius Ier, évêque de Grenoble, et exerça son sacerdoce en Trièves puis à Gap. En 579, il succéda comme évêque de la ville à Sagittaire, déposé car plus porté sur les armes que sur la pastorale. Il se lia avec le pape Grégoire le Grand, les échanges de courriers qu'ils eurent en témoignent « L'amitié n'a fait qu'une âme de la vôtre et de la mienne ; aussi mon cœur, qui souffre des souffrances du vôtre, a-t-il vivement ressenti l'affliction que vous a causée la mort des membres de votre famille... » Grégoire à Arey évêque des Gaules.
Il participe au second concile de Mâcon, en 585.
À sa mort, en 614, le peuple lui fit des funérailles solennelles. Plusieurs légendes lui sont attachées, qui manifestent la vénération que lui portaient ses fidèles.

## La légende de l'ours de Saint Arey ou Arige
Revenant de Rome en l'an 605, Arey passa le col du Montgenèvre, et, dans les bois, son attelage se trouva face à un ours, qui fit fuir l'un des bœufs qui le tirait. Arey ordonna alors à l'animal de prendre sous le joug la place du bœuf disparu. L'ours, docile, se laissa atteler, et Arey arriva à Gap dans cet équipage original. Reconnaissant à l'animal qui finalement ne l'avait guère dérangé, il le libéra. L'ours partit se réfugier dans les bois voisins, dont il ne ressortit que... le jour de l'enterrement de l'évêque.
Cette légende comporte selon les villages de la région diverses variantes. Les uns localisent l'agression dans les pentes du Montgenèvre, d'autres près d'Orcières, ou encore au col de la Cayolle. Quant au « Bois de l'ours », il se trouve pour les uns à Boscodon (où on trouva en 1150 le squelette d'un ours de grande taille), pour d'autres en Champsaur sur les pentes du col de Manse.
Sur une peinture murale de l’église d’Auron (Alpes-Maritimes), datée de la première moitié du XVe siècle, il est porté en terre sur un char tiré par un bœuf et un ours (voir reproduction dans l'infobox).

## Églises sous le vocable de Saint-Arey
- Sancti Erigii de Valernes (disparue) ;
- Saint-Érige d'Auron ornée de fresques représentant l’évêque ;
- Saint-Arey du Freney-d'Oisans ;
- Saint-Arey de Serres
- Saint-Arey à Saint-Sériès (Hérault).